# Српска православна црква у Сјеверној и Јужној Америци
Српска православна црква у Сјеверној и Јужној Америци (енгл. Serbian Orthodox Church in North and South America) органски је дио Српске православне цркве.
Сачињавају је епархије Новограчаничко-средњозападноамеричка, Источноамеричка, Западноамеричка, Канадска и Буеносајреска.

## Историја
Српска православна црква у Сјеверној и Јужној Америци обухвата свих пет епархија Српске православне цркве које се налазе на подручју Сјеверне и Јужне Америке. Заједнички и аутономни послови ових епархија уређени су посебним Уставом Српске православне цркве у Сјеверној и Јужној Америци, који је донесен 2007. године, а потом и потврђен од Светог архијерејског сабора Српске православне цркве.
Средином 2019. године, учињен је покушај промјене дотадашњег црквеног уређења, путем доношења посебног Устава Српских православних епархија у Сједињеним Америчким Државама, са редефинисаним дјелокругом, који се односио на епархије: Источноамеричку, Западноамеричку и Новограчаничко-средњозападноамеричку. Међутим, поменута промјена се испоставила као противправна, усљед чега је Свети архијерејски синод Српске православне цркве на свом засједању које је одржано 25. септембра 2019. године у Београду, донио одлуку о поништењу спорних промјена и враћању црквеног поретка у пређашње стање.

## Устројство
Српска православна црква у Сјеверној и Јужној Америци има административну аутономију у свим питањима која се тичу управљања спољашњим пословима: власништва, контроле, посједовања, руковођења и управљања покретном и непокретном имовином епархија, манастира, црквено-школских општина и других органа Цркве.
Званични језици су енглески и српски са писмом ћирилицом, и језик земље у којој се Црква налази.
Уређење Цркве је црквено-јерархијско и црквено-административно (самоуправно). Све што се односи на управу покретном и непокретном имовином, вјерским корпорацијама, нетечевинским корпорацијама, подређеним корпорацијама ма које врсте, задужбинама, фондовима и другим тијелима под надзором је епархијског архијереја, свештенства и световних лица одговарајућих црквено-административних тијела.
Црквено-јерархијске власти су: Свети архијерејски сабор Српске православне цркве, Свети архијерејски синод Српске православне цркве, Епископски савјет, епархијски архијереј, епархијски црквени суд, архијерејски намјесник, парох и настојатељ и манастирско братство/сестринство. Црквено-административне (самоуправне) власти су: Црквени сабор, Централни црквени савјет, Централни управни одбор, епархијска скупштина, епархијски савјет, епархијски управни одбор, скупштина црквено-школске општине и управни одбор црквено-школске општине.
Основни црквеноправни акт је Устав Српске православне цркве у Сјеверној и Јужној Америци (2008). Замијенио је пређашње уставе: Устав Српске православне цркве у Сједињеним Државама Америке и Канади, Устав Српске православне митрополије новограчаничке — Епархије за Сједињене Државе Америке и Канаду — Слободне српске православне епархије за Сједињене Државе Америке и Канаду и Устав Српске православне митрополије новограчаничке — Слободне српске православне цркве.

## Епископски савјет
Епископски савјет (енгл. Episcopal Council) сачињавају епархијски архијереји: новограчаничко-средњозападноамерички, источноамерички, западноамерички, канадски и буеносајрески. Предсједник Епископског савјета је најстарији епископ по рангу. У одсуству предсједника замјењује га најстарији епископ по рукоположењу. Епископски савјет се састаје на позив предсједника или на захтјев већине епархијских архијереја. Одлуке се доносе већином гласова.
У периоду од 2009. до 2011. године у састав Српске православне цркве у Сјеверној и Јужној Америци улазила је и Митрополија либертивилско-чикашка као првопрестона епархија. Митрополит либертивилско-чикашки је био предсједник Епископског савјета, као и Црквенонародног сабора и Централног савјета, и ex officio представник Српске православне цркве на подручју Сјеверне и Јужне Америке.
Одлуком Светог архијерејског сабора од маја 2021. укинути су епископски савјети у разним црквеним областима.